# Ptychomitrium drummondii
Ptychomitrium drummondii là một loài rêu trong họ Ptychomitriaceae. Loài này được (Wilson) Sull. mô tả khoa học đầu tiên năm 1856.